# Шиловичи (Смоленская область)
Шиловичи — деревня в Духовщинском районе Смоленской области России. Входит в состав Пречистенского сельского поселения. Население — 201 житель (2007 год). 
Расположена в северной части области в 25 км к северо-востоку от Духовщины, в 15 км восточнее автодороги Р136 Смоленск — Нелидово, на берегу реки Овсянка. В 39 км юго-восточнее деревни расположена железнодорожная станция Ярцево на линии Москва — Минск. 

## История
В этой деревне родился Николай Михайлович Кулагин - российский и советский зоолог, апиолог и пчеловод, академик, профессор Сельскохозяйственной академии им. К.А. Тимирязева и МГУ. 
В годы Великой Отечественной войны деревня была оккупирована гитлеровскими войсками в июле 1941 года, освобождена в сентябре 1943 года.